# Matt Tracy
Matthew Tracy (né le 26 novembre 1988 à Saint-Louis, Missouri, États-Unis) est un ancien lanceur gaucher de baseball qui évolua brièvement en Ligues majeures avec les Yankees de New York en 2015.

## Carrière
Joueur des Rebels de l'université du Mississippi, Matt Tracy est repêché à deux reprises : par les Marlins de la Floride au 43e tour de sélection en 2010, puis par les Yankees de New York au 24e tour en 2011. Il signe un contrat avec les Yankees et commence sa carrière professionnelle dans les ligues mineures en 2011.
Lanceur partant dans les mineures, Tracy fait ses débuts dans le baseball majeur pour les Yankees le 11 avril 2015 comme lanceur de relève face aux Red Sox de Boston. À son seul match, il lance deux manches sans accorder de point.